# 尖吻蛙屬
尖吻達蛙科（Rhinodermatidae），又稱達爾文蛙科，無尾目下的一個科，分佈於南美洲西南岸，體型不大。本科僅有尖吻蛙屬（Rhinoderma）一屬。共計兩種。其中智利達爾文蛙已瀕臨滅絕，且達爾文蛙的生存也受到威脅。
值得注意的是這種蛙哺育下一代的方式，其蝌蚪是在雄蛙嘴中撫育的。它們在陸上產卵，雄蛙會將蝌蚪吸食至其外聲囊處。對於智利達爾文蛙來說，其蝌蚪會被移至水源並自由生活一段時間。而達爾文蛙的蝌蚪則一直在雄蛙聲囊處生活直至其變態成蛙。在這期間，雄蛙可照常進食。但常常雄蛙哺育的不一定真的是其後代。因為達爾文蛙的雌蛙會一起產卵，而雄蛙也只是吸食距離自己最近的那一部分受精卵，通常為5-15個卵。這種撫育後代的方法在蛙類中顯得很獨特。
尖吻達蛙體型不大，體長約為3（1.2英寸）。其腳為綠色，並有褐色斑點，鼻長而尖，故名尖吻。主要為陸生蛙類。